# گمینا زاگنانگسک
گمینا زاگنانگسک (به لهستانی:  Gmina Zagnańsk) یک گمینا در لهستان است که در شهرستان کیلتسه واقع شده‌است. گمینا زاگنانگسک ۱۲۴٫۳۷ کیلومتر مربع مساحت و ۱۲٬۷۴۶ نفر جمعیت دارد.